# Chanute
Chanute is een plaats (city) in de Amerikaanse staat Kansas, en valt bestuurlijk gezien onder Neosho County.

## Demografie
Bij de volkstelling in 2000 werd het aantal inwoners vastgesteld op 9411.
In 2006 is het aantal inwoners door het United States Census Bureau geschat op 8887, een daling van 524 (-5,6%).

## Geografie
Volgens het United States Census Bureau beslaat de plaats een oppervlakte van
16,1 km², waarvan 15,9 km² land en 0,2 km² water. Chanute ligt op ongeveer 292 m boven zeeniveau.

## Geboren in Chanute
- Grace Wiley, 1883, Amerikaans herpetoloog.

## Plaatsen in de nabije omgeving
De onderstaande figuur toont nabijgelegen plaatsen in een straal van 24 km rond Chanute.